# 賴斯福克避暑別墅 (加利福尼亞州)
賴斯福克避暑別墅（英語：Rice Fork Summer Homes）是位於美國加利福尼亞州萊克縣的一個非建制地區。該地的面積和人口皆未知。

## 地理
賴斯福克避暑別墅的座標為39°23′59″N 122°57′02″W / 39.39972°N 122.95056°W，而該地的平均海拔高度為581米（即1906英尺）。